# Stimme der Mehrheit
Die Arbeitsgemeinschaft Freie Publizisten, Schriftsteller und Wissenschaftler im Bund der Selbständigen (BDS) – Stimme der Mehrheit ist eine Vereinigung von rechtskonservativen und nationalliberalen Personen für publizistische Angelegenheiten. Sie sieht sich selbst als „Zusammenschluß frei denkender Schriftsteller, Journalisten, Verleger und Wissenschaftler, die in wertkonservativen und liberalen Gedanken übereinstimmen.“ Ihre Hauptanliegen seien „gesellschaftspolitischer Anliegen, die außerhalb der klassischen Mittelstandspolitik angesiedelt sind.“
Gegründet wurde sie durch eine Initiative des Hauptgeschäftsführers des Bundesverbandes der Selbständigen Nordrhein-Westfalen (BDS NRW), Joachim Schäfer, am 8. November 1996 in Dortmund und ein weiteres Mal am 8. Mai 1997 in München. Nach einer Anfrage von Journalisten zu den Verbindungen der Stimme der Mehrheit nach Rechtsaußen behauptete der Landesverband Nordrhein-Westfalen 2003, die Gruppe sei keine „Arbeitsgemeinschaft des BDS NRW“ und das bis zu diesem Zeitpunkt verwendete Logo des BDS und weitere Hinweise auf den BDS wurde vom Webauftritt der Stimme der Mehrheit entfernt. Der Präsident des Bundesverbandes des Bundes der Selbständigen, Robert Kurz, ging ebenfalls auf Distanz: „Es kann nicht sein, dass wir eine Scharnierfunktion und vor allen Dingen dann womöglich eine Förderung rechtsextremen Gedankengutes über den Verband möglich ist. Dort werden wir auf jeden Fall die Grenze setzen.“

## Positionen
Der Zusammenschluss will „dem Linkskartell innerhalb großen Teilen der ‚schreibenden Zunft‘ eine schlagkräftige Alternative entgegen[zu]setzen“. Inhaltlich geht es um „die längst fällige geistig-moralische Erneuerung in Deutschland, um die Anerkennung und Förderung der Leistungswilligen in Wirtschaft und Gesellschaft und nicht zuletzt um die Vertretung der Interessen des eigenen Volkes.“ Helmut Kellershohn umschreibt das Anliegen der Stimme der Mehrheit so: „Die Sicherung der ‚unternehmerischen Freiheit‘ setzt den Kampf gegen den angeblichen Sozialismus des bundesrepublikanischen Sozialstaates voraus, der im Namen eines von den ‚Schatten der Vergangenheit‘ befreiten Nationalbewusstseins geführt werden muss.“ In „Universitas Verlag“ und „Aton Verlag“ erscheinen Gemeinschaftspublikationen; als Organ dient die Zeitschrift Kompass – Streitschrift für Politik und Medien.
Die Stimme der Mehrheit will sich unter anderem gegen den „epidemischen Sozial- und Asylmißbrauch“ und den weiteren Zuzug von Ausländern einsetzen; im Stammtisch-Populismus sieht sie nichts Abschreckendes.
Zu den Gründungsmitgliedern zählen Journalisten, Politiker, Wissenschaftler und Unternehmer aus dem nationalliberalen und rechtskonservativen Umfeld. Dazu gehören
- Herbert Fleissner †
- Uwe Greve †
- Klaus J. Groth
- Eberhard Hamer
- Martin Hohmann
- Klaus Hornung †
- Heiner Kappel
- Heinz Hug
- Hans-Helmuth Knütter
- Hans-Jürgen Mahlitz
- Wolfgang Reschke
- Klaus Rainer Röhl
- Achim Rohde †
- Norman von Scherpenberg
- Erwin K. Scheuch †
- Ute Scheuch
- Ronald Schroeder
- Franz W. Seidler
- Willi-Peter Sick †
- Alexander von Stahl
- Erika Steinbach[7][8]
- Karlheinz Weißmann

Der Zusammenschluss sieht sich durch  Mitgliedschaft und Kooperation eng vernetzt mit
- der Staats- und Wirtschaftspolitischen Gesellschaft (Reinhard Uhle-Wettler)
- dem DeutschlandBrief von Bruno Bandulet
- der Genius Gesellschaft für freiheitliches Denken (Gerulf Stix †)
- dem Freiheitlichen Akademikerverband Salzburg (Gerhard Wirl)
- der Gesellschaft für die Einheit Deutschlands (Gerd-Helmut Komossa †)
- dem Neuen Klub Salzburg (Wolfgang Caspart)
- der Traditionsgemeinschaft Potsdamer Glockenspiel[9] (2005 aufgelöst; Oberstleutnant a. D. Max Klaar)
- dem Preußeninstitut
- den Vertraulichen Mitteilungen.